# Finger-four

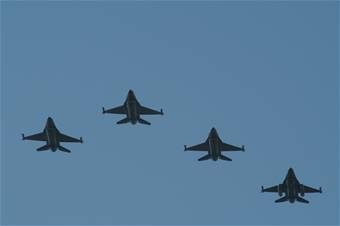
Quatro caças F-16 a voarem nesta formação

Finger-four é a denominação de uma formação aérea utilizada por caças em combate aéreo. Consiste em quatro caças a voar em posições semelhantes às dos dedos de uma mão. Quatro formações destas formam uma formação de um esquadrão.
Além de ser utilizada em combate aéreo, é também muito utilizada quando um grupo de 4 aeronaves faz uma passagem aérea aquando de um festival aéreo, parada militar ou comemoração.